# 2015 KH163
2015 KH163 est un objet transneptunien de magnitude absolue 7,95. Son diamètre est estimé à 110 km.